# Santa Úrsula Zimatepec
Santa Úrsula Zimatepec es una comunidad situada en la zona noreste del municipio de Yauhquemehcan en el Estado de Tlaxcala, México. Tiene aproximadamente 8565 habitantes y está a 2440 metros de altitud sobre el nivel del mar. 
La palabra que da nombre al colonia , Zimatepec, proviene de la lengua náhuatl y significa “cerro donde se da el frijol silvestre”. Zimatepec se forma con los vocablos cimatl, que se traduce como raíz comestible [de frijol silvestre/ frijolillo/ frijol cimarrón/ frijol de monte], y tepetl, que quiere decir, cerro. El nombre Zimatepec fue puesto posiblemente porque casi en el centro de su territorio se halla un cerro, y porque en gran parte de sus terrenos agrícolas, y en sus caminos donde hay magueyes, crece el frijol silvestre, más conocido como "frijolillo". Del cerro actualmente se extrae piedra de cantera para la construcción. 
La principal actividad económica de Zimatepec es el comercio. Zimatepec es fuente de empleos del municipio de Apizaco  a través de Agencias automotrices y pequeñas empresas instaladas ahí. 
En el centro de la población se encuentra una iglesia barroca que data en su construcción aproximadamente del año 1737, ahí se venera a Santa Úrsula Virgen y Mártir , la patrona del lugar, con una gran fiesta todos los 21 de octubre.
En los días de fiesta la gastronomía en Zimatepec es variada y exquisita. Los alimentos que tradicionalmente se disfrutan son,  el mole de guajolote, la barbacoa de carnero o de pollo, las carnitas de puerco, los antojitos mexicanos, los esquites, los elotes hervidos, los tlacoyos, los tamales y el pan de fiesta, entre otros. 
Otra de las festividades importantes que, año con año, se celebra en Zimatepec es el carnaval. El carnaval se celebra en la Semana Santa, los días domingo, lunes y martes, antes del miércoles de Ceniza. En el carnaval se bailan “Las cuadrillas”.